# William Legge, 2. hrabě z Dartmouthu
William Legge, 2. hrabě z Darthmouthu (William Legge, 2nd Earl of Dartmouth, 2nd Viscount Lewisham, 3rd Baron Dartmouth) (20. června 1731 – 15. července 1801) byl britský státník ze šlechtického rodu Legge. V několika vládách byl ministrem obchodu a kolonií, nakonec nejvyšším hofmistrem. Jeho jméno nese prestižní škola Dartmouth College v Spojených státech amerických.

## Kariéra
Pocházel ze starého šlechtického rodu, byl synem George Legge, vikomta Lewishama (1704-1732), který zemřel na neštovice. Studoval v Oxfordu, v roce 1750 po svém dědečkovi 1. hraběti z Dartmouthu zdědil hraběcí titul. Po dosažení zletilosti vstoupil do Sněmovny lordů. V Rockinghamově vládě byl prezidentem úřadu pro obchod a kolonie (1765-1766), od roku 1765 byl zároveň členem Tajné rady. V Northově vládě byl ministrem kolonií (1772-1775), z funkce odstoupil, protože se neztotožnil s návrhem nekompromisního zakročení proti americkým povstalcům. Členem kabinetu zůstal v méně významné funkci lorda strážce tajné pečeti (1775-1782). V roce 1783 v koaliční vládě krátce zastával post nejvyššího hofmistra.
Od mládí byl mimo jiné soudcem v Lichfieldu, stal se také členem Královské společnosti a Královské společnosti starožitností.

## Rodina
Oženil se v roce 1755 s Frances Nicoll (1733-1805), dcerou dvořana Sira Charlese Nicolla. Měli spolu šest dětí, nejstarší syn George Legge, 3. hrabě z Dartmouthu (1755-1810), byl dědicem titulů, druhorozený Arthur (1756-1835) sloužil v námořnictvu a dosáhl hodnosti admirála, třetí Henry (1765-1844) byl právníkem, čtvrtý syn Edward (1767-1827) byl biskupem v Oxfordu.
Rodovým sídlem byl zámek Sandwell Hall přestavěný z bývalého kláštera, v majetku rodu od roku 1705.